# SMS (ген)
SMS (англ. Spermine synthase) – білок, який кодується однойменним геном, розташованим у людей на X-хромосомі. Довжина поліпептидного ланцюга білка становить 366 амінокислот, а молекулярна маса — 41 268.
| 10         |  | 20         |  | 30         |  | 40         |  | 50         |
| ---------- |  | ---------- |  | ---------- |  | ---------- |  | ---------- |
| MAAARHSTLD |  | FMLGAKADGE |  | TILKGLQSIF |  | QEQGMAESVH |  | TWQDHGYLAT |
| YTNKNGSFAN |  | LRIYPHGLVL |  | LDLQSYDGDA |  | QGKEEIDSIL |  | NKVEERMKEL |
| SQDSTGRVKR |  | LPPIVRGGAI |  | DRYWPTADGR |  | LVEYDIDEVV |  | YDEDSPYQNI |
| KILHSKQFGN |  | ILILSGDVNL |  | AESDLAYTRA |  | IMGSGKEDYT |  | GKDVLILGGG |
| DGGILCEIVK |  | LKPKMVTMVE |  | IDQMVIDGCK |  | KYMRKTCGDV |  | LDNLKGDCYQ |
| VLIEDCIPVL |  | KRYAKEGREF |  | DYVINDLTAV |  | PISTSPEEDS |  | TWEFLRLILD |
| LSMKVLKQDG |  | KYFTQGNCVN |  | LTEALSLYEE |  | QLGRLYCPVE |  | FSKEIVCVPS |
| YLELWVFYTV |  | WKKAKP     |  |            |  |            |  |            |

A: Аланін

C: Цистеїн

D: Аспарагінова кислота

E: Глутамінова кислота

F: Фенілаланін

G: Гліцин

H: Гістидин

I: Ізолейцин

K: Лізин

L: Лейцин

M: Метіонін

N: Аспарагін

P: Пролін

Q: Глутамін

R: Аргінін

S: Серин

T: Треонін

V: Валін

W: Триптофан

Кодований геном білок за функціями належить до трансфераз, фосфопротеїнів. 
Задіяний у таких біологічних процесах, як ацетилювання, альтернативний сплайсинг. 